# Ruta cicloturista del Danubi

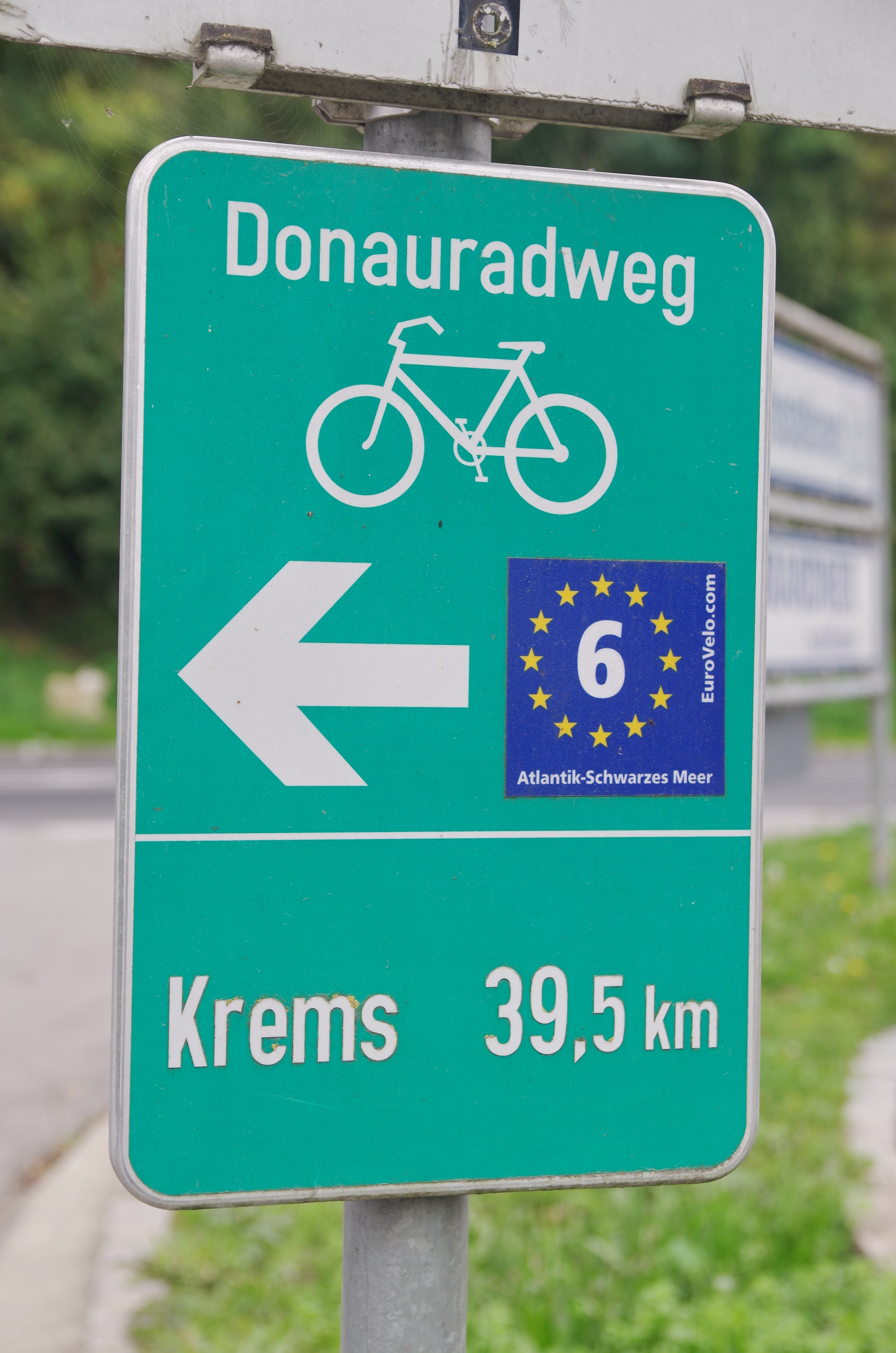
Exemple de senyalització de la ruta del Danubi a Àustria

La ruta cicloturista del Danubi és un itinerari preparat per recórrer amb bicicleta que, sempre seguint el llit del riu Danubi, travessa vuit països europeus: Alemanya, Àustria, Eslovàquia, Hongria, Croàcia, Sèrbia, Bulgària i Romania. La seua longitud total és de 2857 quilòmetres i és una de les rutes cicloturistes més famoses del món. El carril bici segueix una antiga calçada romana al llarg del Danubi que unia les estacions, els castells i fortificacions. Aquesta es coneixia com el Donauweg ("camí del Danubi"), "istro" o Via Istrum.
La major part de la ruta es correspon amb la ruta número 6 del EuroVelo, la xarxa europea que en 2020 pretén connectar amb bicicleta 43 països d'Europa. El seu recorregut va seguint el curs del Danubi des del seu naixement, en plena Selva Negra, fins a la seua desembocadura en les aigües del Mar Negra. Parteix de la localitat alemanya de Donaueschingen i culmina a la ciutat romanesa de Constanta.

## Tram d'Alemanya

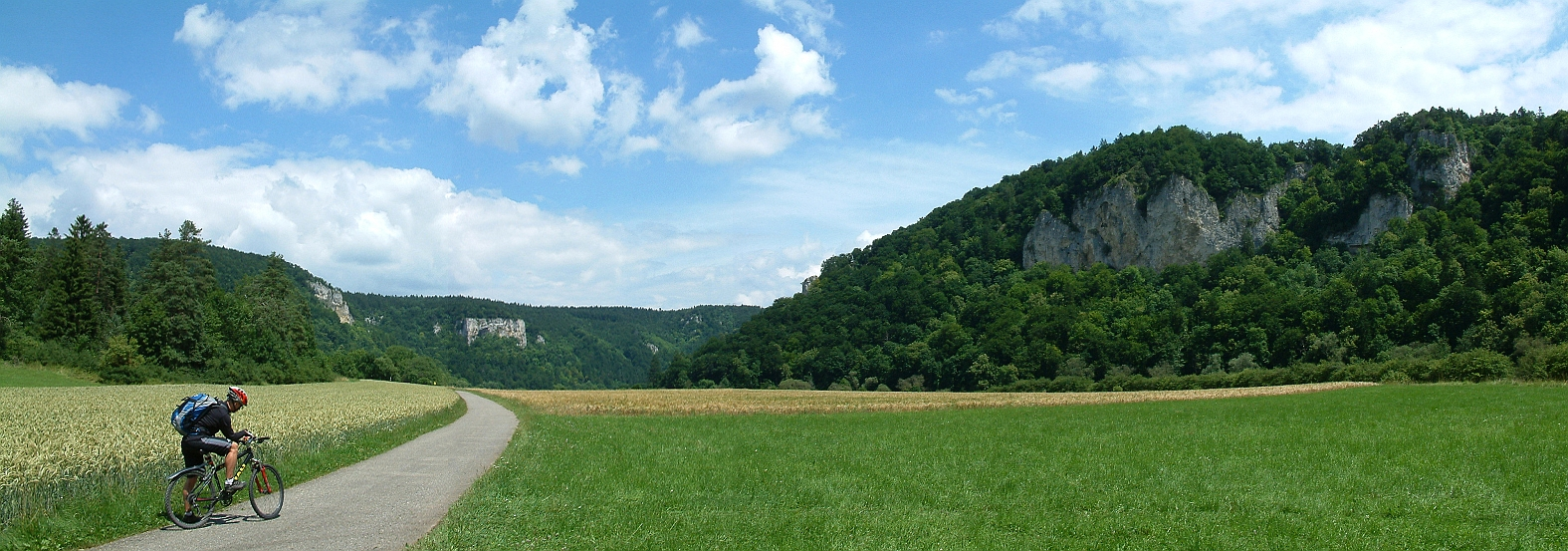
Aspecte del carril bici i paisatge de la ruta del Danubi en el tram alemany

Comença en Donaueschingen, ciutat que deu la seua fama al fet que allí es troba la font que dona origen al riu Danubi. Aquest tram acaba en Passau. Té una longitud de 595 quilòmetres. A més, d'ell parteixen rutes i excursions alternatives que sumen 210 quilòmetres. Les principals localitats que es poden visitar en aquest tram són Ulm, Donauwörth, Ingolstadt, Kelheim, Regensburg i Straubing.

## Tram d'Àustria
Compta amb 326 quilòmetres de longitud. S'inicia en Passau, l'últim poble d'Alemanya, i culmina a la capital del país: Viena. És la secció més famosa a causa del desenvolupament dels seus serveis i infraestructura. El recorregut està pavimentat, senyalitzat i presenta un desnivell molt reduït. A més, en la majoria del tram, ambdues ribes disposen de carril i és possible triar i canviar de riba a través de ponts i petites embarcacions que creuen a les i els cicloturistes.
Les principals localitats que es poden visitar en la ruta són Linz, Melk, Krems i Tulln.
Altres punts d'interès de la ruta: 
- El meandre de Schlögen, que és possible contemplar des de l'altura seguint una excursió alternativa.
- El memorial del camp de concentració de Mauthausen.[6][7]

## Tram d'Eslovàquia i Hongria
Les principals localitats per les quals passa aquest tram de la ruta són Bratislava (capital d'Eslovàquia), Győr, Esztergom, Budapest (capital d'Hongria) i Duna-Dráva National Park. En total són uns 525 quilòmetres.